# وارف‌هایزن
وارف‌هایزن (به هلندی: Warfhuizen) یک منطقهٔ مسکونی در هلند است که در ده‌مارنه واقع شده‌است. وارف‌هایزن ۲۱۰ نفر جمعیت دارد.